# Pierre Deligne
Pierre René Deligne (Etterbeek, 3 ottobre 1944) è un matematico belga, noto per la dimostrazione della congettura di Weil che gli valse la Medaglia Fields nel 1978.
Deligne è un ricercatore matematico che ha eccelso nel delineare connessioni tra vari campi della matematica.
È Professore Emerito alla Scuola di Matematica presso l'Institute for Advanced Study di Princeton. Giunse a Princeton nel 1984 dall'Institut des Hautes Études Scientifiques (IHÉS), di cui nel 1970 divenne il più giovane membro permanente mai nominato.

## Biografia
All'incirca dodicenne, iniziò a leggere i libri universitari di matematica del fratello ed a chiederne spiegazioni. I suoi interessi spinsero un insegnante di matematica della scuola superiore, J. Nijs, a prestargli alcuni volumi degli Elementi di Matematica di Nicolas Bourbaki, lo pseudonimo che alcuni matematici utilizzarono nel loro progetto di rinnovamento della matematica francese. Questo non è il tipo di lettura che normalmente ci si sognerebbe di proporre ad un quattordicenne, ma per Deligne rappresentò un'esperienza che gli cambiò la vita.
Benché il padre volesse per lui una carriera da ingegnere che gli garantisse un buon tenore di vita, Deligne decise presto che avrebbe perseguito ciò che amava, cioè la matematica.
Studiò matematica alla Université libre de Bruxelles e conseguì la Licence en mathématiques, l'equivalente di un B.A. nel 1966 e il Ph.D., Doctorat en mathématiques nel 1968.
Nel 1972, conseguì il dottorato d'État ès Sciences Mathématiques presso l'Université Paris-Sud 11. Deligne giunse all'Università di Bruxelles con l'intento di diventare professore di scuola superiore e di praticare la matematica per piacere personale.
A Bruxelles, come studente di Jacques Tits, scoprì con piacere che «ci si poteva guadagnare da vivere giocando, cioè facendo ricerca in matematica». Dopo un anno alla École normale supérieure a Parigi come auditeur libre, Deligne fu contemporaneamente junior scientist presso il Belgian National Fund for Scientific Research e guest presso l'Institut des Hautes Études Scientifiques (IHÉS). Rimase come membro visitatore all'IHÉS dal 1968 al 1970, quando divenne membro permanente.
All'Institut des Hautes Études Scientifiques lavorò con Alexander Grothendieck, inizialmente occupandosi della generalizzazione del Teorema Principale di Zariski nella Teoria degli schemi. Nel 1968, lavorò anche con Jean-Pierre Serre col quale raggiunse importanti risultati nelle rappresentazioni l-adiche connesse alle forme modulari, e le equazioni funzionali congetturali delle funzioni L. Si occupò inoltre di tematiche inerenti alla Teoria di Hodge. Collaborò con David Mumford su una nuova descrizione degli spazi modulari per le curve. Il loro lavoro fu visto come un'introduzione ad una forma della teoria delle 'stack algebriche' e recentemente è stato applicato ad alcune problematiche della teoria delle stringhe.
Probabilmente il contributo più noto di Deligne fu la dimostrazione della terza congettura di Weil. Questa dimostrazione completò un lavoro iniziato e ampiamente sviluppato da Grothendieck. Come corollario provò la nota congettura di Ramanujan–Petersson per le forme modulari di peso maggiore di 1; la dimostrazione per le forme modulari di peso 1 fu prodotta assieme a Serre.
Fu contemporaneamente Member (1972–73, 1977) e Visitor (1981) presso la School of Mathematics all'Institute for Advanced Study, dove gli fu assegnata una facoltà nel 1984.
Condusse molti importanti studi oltre al suo lavoro sulla geometria algebrica. In collaborazione con George Lusztig, applicò la coomologia per costruire rappresentazioni dei Gruppi di tipo Lie; con Michael Rapoport, lavorò sugli spazi di moduli dal punto di vista algebrico, con l'applicazione alle forme modulari. Nel 1978 gli fu assegnata la medaglia Fields.
Nel 2013 Deligne ha ricevuto il Premio Abel «per i fecondi contributi alla geometria algebrica a per i loro impatti trasformativi sulla teoria dei numeri, sulla teoria delle rappresentazioni...» (Abel Committee).

## Opere
Deligne ha scritto molte lettere ad altri matematici nel 1970, tra cui: 
- Lettera di Deligne a Piatetskii-Shapiro (1973) (PDF), su math.ias.edu. URL consultato il 15 dicembre 2012 (archiviato dall'url originale il 7 dicembre 2012).
- Lettera di Deligne a Jean-Pierre Serre (1974 circa), su mathoverflow.net, 15 dicembre 2012.
- Lettera di Deligne a Looijenga (1974) (PDF), su homepage.univie.ac.at. URL consultato il 15 dicembre 2012 (archiviato dall'url originale il 10 giugno 2015).

## Riconoscimenti
- 1978 Medaglia Fields
- 1988 Premio Crafoord
- 2004 Premio Balzan
- 2008 Premio Wolf per la matematica[1]
- 2013 Premio Abel